# 아산항
아산항(牙山港)은 평택시와 당진시 사이, 인천항과 군산항의 중간에 위치한 아산만에 건설되고 있는 항구이다. "평택항"인가, "아산항"인가를 두고 이 항만의 명칭을 둘러싸고 갈등이 있는 가운데, 해양수산부가 양측에서 주장하고 있는 두 가지 명칭을 모두 사용키로 결정하였다.